# カザナ・ナショナル
カザナ・ナショナル (Khazanah Nasional Berhad) はマレーシアの政府系ファンドである。1993年9月3日に公開有限会社(PLC)として設立。同社の資本は全て財務大臣が保有する。取締役会は官民両方の代表者で構成され、会長は首相（2022年現在はイスマイル・サブリ・ヤアコブ）が務める。マレーシアの政府系ファンドには後発の1MDBも存在する。

## 主な投資先企業
業種は多岐に渡り、マレーシアを代表する企業も数多く含まれる。
- プロトン　42.74%
- 宮津製作所　9.12%
- セメント・インダストリーズ・オブ・マレーシア (CIMA)　99.93%
- ACRホールディングス　31.56%
- ムアマラト銀行　30%
- CIMBニアガ銀行
- プラス・エクスプレスウェイズ　23.66%
- UEMグループ　100%
- テレコム・マレーシア　41.78%
- DRB-ハイコム　5.39%
- マレーシア・エアポート　72.74%
- マレーシア航空　17.33% → 100%（※非上場化）
- テナガ・ナショナル　37.81%